# Synaptic
O Synaptic é um programa de computador com uma interface gráfica amigável desenvolvido em GTK+ para o sistema de gerenciamento de pacotes APT, utilizado no Debian GNU/Linux e em outras distribuições que utilizam o APT. O Synaptic foi criado pelo brasileiro Alfredo Kojima, e foi mantido pela equipe técnica do Mandriva Linux até o fim desta em 2011.
Este programa tem sido um forte aliado para alguns novos usuários, facilitando à sua migração para várias distribuições do sistema operacional linux, ele facilita a vida do usuário que precisa de mais tempo em produção de uso dos aplicativos e crê que não precisa aprender a instalá-los, uma vez que um software faz todo o trabalho bruto por eles, deixando mais tempo direcionado na produtividade que o usuário necessita. Ele permite ao usuário instalar, atualizar e remover pacotes, além de mostrar as dependências destes pacotes.
Além dessas funcionalidades, outros recursos são disponíveis, como descrito em packages no Debian. e na wiki do Ubuntu. Ele pode ser usado tanto com .DEB como no caso do Debian e seus derivados, e com .RPM como no caso do ALT Linux e PCLinuxOS

## Técnica
Através de locais ou endereços da internet chamadas comumente de repositórios, é possível a obtenção de pacotes de software nos formatos ( .RPM .DEB .TGZ ), dentre outros mais. O Synaptic organiza-os em uma lista temática e aceita buscas por nome ou palavra-chave. Encontrado o software desejado, o Synaptic faz o download e a instalaçao através de uma interface gráfica, sem a necessidade de conhecimentos avançados por parte do usuário.